# 安住恭子
安住 恭子（あずみ きょうこ）は、日本の演劇評論家・作家。
宮城県出身。宮城教育大学卒業後、1979年読売新聞中部本社に入社。映画、演劇、音楽など芸能全般の取材にあたり、特に演劇の取材に力を入れる。1999年退社。以降名古屋を中心に演劇評論家、ライターとして活動する。演劇の脚本・演出、プロデュースにも携わる。
配偶者は名古屋シネマテーク支配人（1987年 - 2019年）であった平野勇治（2019年死去、享年57）。安住は、2023年7月に閉館したシネマテークの建物に元スタッフが立ち上げた新映画館「ナゴヤキネマ・ノイ」（2024年3月16日開館）の共同代表となった。

## 著書
- 『映画は何でも知っている』（窓社、2002年12月）
- 『青空と迷宮―戯曲の中の北村想』（小学館スクウェア、 2003年5月）
- 『『草枕』の那美と辛亥革命 』（白水社、2012年4月）
- 『禅と浪漫の哲学者・前田利鎌 - 大正時代にみる愛と宗教』（白水社、2021年6月）

### 発行
- 平野勇治 遺稿集『小さな映画館から』（家鴨の編集舎、2021年02月）[3]

## 演劇公演

### 脚本
- 森崎事務所「RASHOMON」（2001年、シアターコクーン）演出：野村萬斎

### プロデュース
- KUDAN PROJECT「百人芝居◎真夜中の弥次さん喜多さん」（2005年、愛知県勤労会館）[6][7]

## 受賞
- 名古屋市芸術奨励賞（2013年）[8]
- 和辻哲郎文化賞 一般部門（2012年『「草枕」の那美と辛亥革命』）